# Grand Prix Hassan II 2006
Il Grand Prix Hassan II 2006  è stato un torneo di tennis giocato sulla terra rossa.
È stata la 22ª edizione del Grand Prix Hassan II, che fa parte della categoria International Series nell'ambito dell'ATP Tour 2006.
Si è giocato al Complexe Al Amal di Casablanca in Marocco, dal 24 al 30 aprile 2006.

## Campioni

### Singolare
Daniele Bracciali ha battuto in finale  Nicolás Massú con il punteggio di 6–1, 6–4

### Doppio
Julian Knowle /  Jürgen Melzer hanno battuto in finale  Michael Kohlmann /  Alexander Waske con il punteggio di 6–3, 6–4